# Acalypha benensis
Acalypha benensis é uma espécie de flor do gênero Acalypha, pertencente à família Euphorbiaceae.